# Амперметр

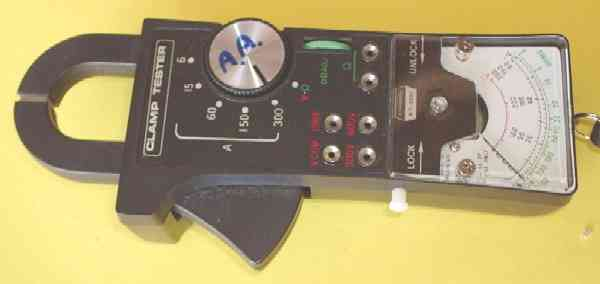
Токовые клещи — амперметр с трансформатором тока особой конструкции для бесконтактного измерения больших токов в шинах однофазных и трёхфазных сетей переменного тока.

Схема включения амперметра

Амперме́тр (от ампер + μετρέω «измеряю») — прибор для измерения силы тока в амперах. Шкалу амперметров градуируют в микроамперах, миллиамперах, амперах или килоамперах в соответствии с пределами измерения прибора.
В электрическую цепь амперметр включается последовательно с тем участком электрической цепи, силу тока в котором измеряют. Поэтому, чем ниже внутреннее сопротивление амперметра (в идеале — 0), тем меньше будет влияние прибора на исследуемый объект, и тем выше будет точность измерения. Для увеличения предела измерений амперметр снабжается шунтом (для цепей постоянного и переменного тока),  трансформатором тока (только для цепей переменного тока) или магнитным усилителем (для цепей постоянного тока). Очень опасно пытаться использовать амперметр в качестве вольтметра (подключать его непосредственно к источнику питания): это приведёт к короткому замыканию. В технике используются амперметры с разной ценой деления, в зависимости от назначения.
Бесконтактное устройство из токоизмерительной головки и трансформатора тока специальной конструкции называется токоизмерительные клещи (на фото).

## Общая характеристика
По конструкции амперметры делятся:
- со стрелочной измерительной головкой без электронных схем;
- со стрелочной измерительной головкой с использованием электронных схем;
- с цифровым индикатором.

### Приборы со стрелочной головкой
Наиболее распространены амперметры, в которых движущаяся часть прибора со стрелкой поворачивается на угол крена, пропорциональный величине измеряемого тока.
Амперметры бывают магнитоэлектрическими, электромагнитными, электродинамическими, тепловыми, индукционными, детекторными, термоэлектрическими и фотоэлектрическими.
Магнитоэлектрическими амперметрами измеряют силу постоянного тока; индукционными и детекторными — силу переменного тока; амперметры других систем измеряют силу любого тока. Самыми точными и чувствительными являются магнитоэлектрические и электродинамические амперметры.
Приборы со стрелочной головкой могут снабжаться дополнительными электронными схемами для усиления сигнала, подаваемого на головку (для измерения токов, существенно меньших чем ток полного отклонения головки, который для большинства магнитоэлектрических приборов составляет 50 мкА и более), защиты головки от перегруза и прочее.

### Приборы с цифровым индикатором
В последнее время приборы со стрелочной измерительной головкой стали вытесняться приборами с цифровым индикатором на основе жидких кристаллов и светодиодов.

### Принцип действия стрелочной измерительной головки
Принцип действия самых распространённых в амперметрах систем измерения:
- В магнитоэлектрической системе прибора крутящий момент стрелки создаётся благодаря взаимодействию между полем постоянного магнита и током, который проходит через обмотку рамки (вращающий момент). С рамкой соединена стрелка, которая перемещается по шкале. Угол поворота стрелки прямо пропорционален силе тока, поэтому шкала магнитоэлектрического прибора линейна. Направление поворота стрелки зависит от направления протекающего через рамку тока, поэтому магнитоэлектрические амперметры непригодны для непосредственного измерения силы переменного тока (стрелка будет дрожать возле нулевого значения), и требуют правильной полярности подключения в цепи постоянного тока (иначе стрелка будет отклоняться левее нуля).

- В электромагнитной системе прибора вращающий момент стрелки создаётся между катушкой и подвижным ферромагнитным сердечником, к которому прикрепляется указательная стрелка.

- В электродинамической системе измерительная головка состоит из неподвижной и подвижной катушек, соединённых параллельно или последовательно. Взаимодействие между токами, которые проходят через катушки, вызывает отклонения подвижной катушки и соединённой с нею стрелки.

Во всех вышеуказанных системах угол поворота стрелки устанавливается при равенстве вращающего момента и момента сопротивления пружины.

## Включение амперметра в электрическую цепь
В электрической цепи амперметр соединяется последовательно с нагрузкой, а при больших токах — через трансформатор тока, магнитный усилитель или шунт.
Для измерения токов может также применяться милливольтметр и калиброванный шунт (первичные токи шунтов могут быть выбраны из стандартного ряда, вторичное напряжение стандартизировано - чаще всего 75 мВ).
При высоких напряжениях (выше 1000В) - в цепях переменного тока для гальванической развязки амперметров также применяют трансформаторы тока, а цепях постоянного тока - магнитные усилители.